# Louis Aragon

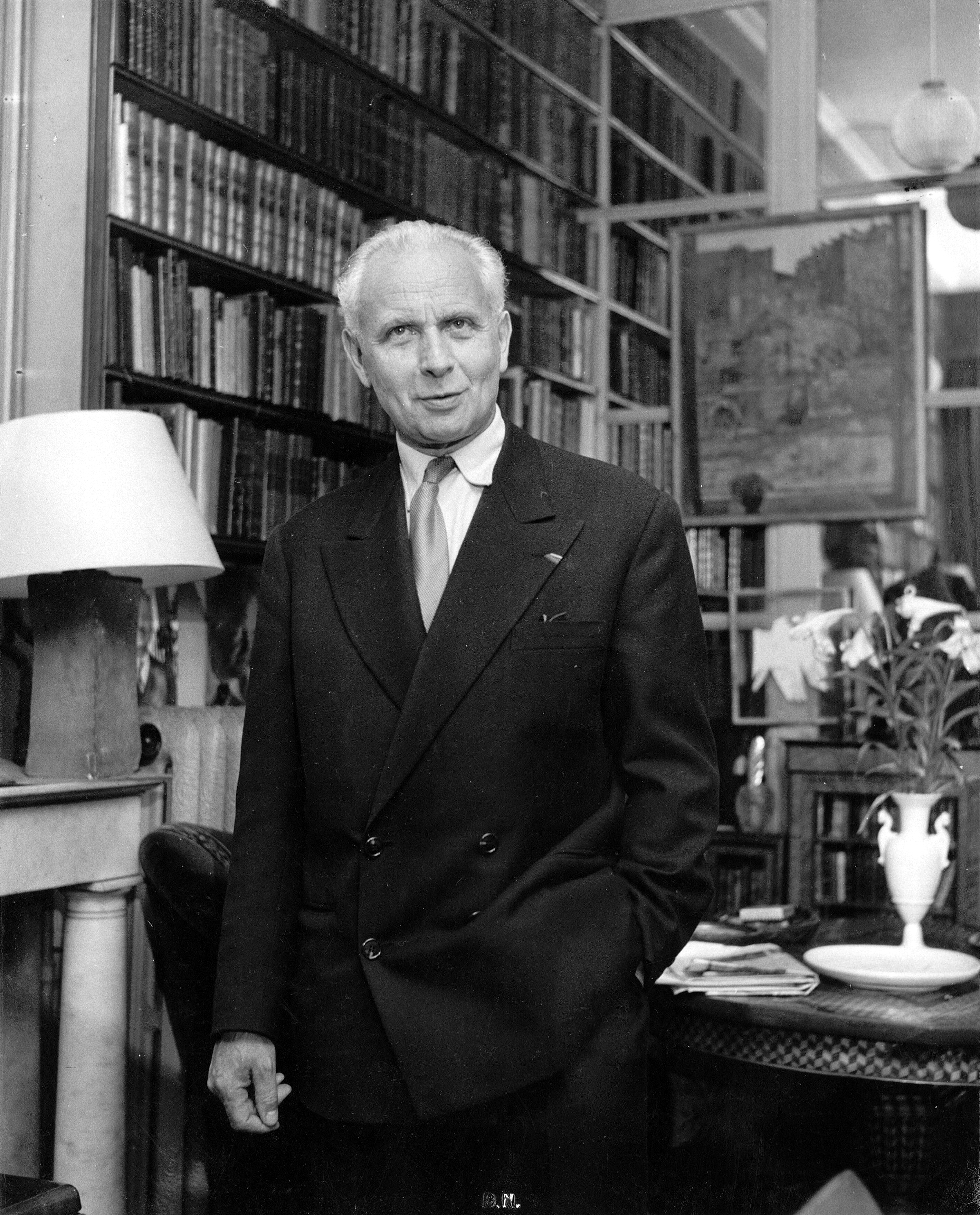
Louis Aragon

Louis Aragon (* 3. Oktober 1897 als Louis-Marie Andrieux in Paris; † 24. Dezember 1982 ebenda) war ein französischer Dichter und Schriftsteller. Beeinflusst von Charles Dickens, Comte de Lautréamont, Leo Tolstoi, Maxim Gorki, ist er einer der Vertreter des sozialistischen Realismus. Zusammen mit André Breton und Philippe Soupault begründete er 1924 den Surrealismus.

## Leben
Aragon kam als uneheliches Kind des Politikers Louis Andrieux und der Marguerite Toucas-Massillon zur Welt und wurde auf die Namen Louis Marie Alfred Antoine getauft. Im Taufregister vom 3. November 1897 wird er als in Madrid geborener Sohn von Jean Aragon und dessen Gattin Blanche Moulin geführt. Zur Vermeidung eines gesellschaftlichen Skandals wurde er in seinen ersten neun Lebensmonaten bei einer Amme in der Bretagne untergebracht. Nach einem Wohnungswechsel innerhalb von Paris nahm die Familie Toucas ihn zu sich, die Großeltern gaben sich als seine Eltern aus. 1914 wurde ihm eine Geburtsurkunde auf den Namen Louis Aragon ausgestellt.
Bereits mit sieben Jahren begann Aragon Gedichte und Prosa zu schreiben. Der Familie zuliebe nahm er 1916 ein Medizinstudium auf. 1917 lernte er André Breton kennen, mit dem er eine enge Freundschaft schloss. Mit Breton und Philippe Soupault rief er 1919 die Zeitschrift Littérature ins Leben, in der er auch Texte aus seiner Kindheit veröffentlichte. 1921 wurde Aragon durch seinen Erstlingsroman Anicet ou le panorama als Schriftsteller bekannt.
Aragon entwickelte sich zum unermüdlichen Nachtschwärmer, zum Stammgast in Cafés, Bars und Bordellen. Seine Erlebnisse verarbeitete er in seinem 1926 veröffentlichten Roman Pariser Landleben. 1925 begegnete er Nancy Cunard, einer millionenschweren britischen Reederstochter, mit der er in den folgenden drei Jahren Europa bereiste. Während einer Venedig-Reise im September 1928 verließ sie ihn, und er unternahm mit Schlafmitteln einen Selbstmordversuch, wurde aber rechtzeitig aufgefunden. Aragon kehrte nach Paris zurück. Dort lernte er den russischen Schriftsteller Wladimir Majakowski kennen, den seine Geliebte Lilja Brik begleitete, die Frau des Schriftstellers Ossip Brik. Bei einem der Treffen begegnete Aragon erstmals auch der seit mehreren Jahren in Paris lebenden Elsa Triolet, der Schwester Lilja Briks.
Zu diesem Zeitpunkt bereits wurde die enge Gemeinschaft der Surrealistengruppe, die sich in Paris um ihn, Breton, Soupault und Paul Éluard gebildet hatte, immer fragwürdiger. Seine Affäre mit Cunard wurde ihm von den Freunden als Untreue vorgeworfen, zudem beanspruchte Breton zunehmend die Führungsrolle, worunter ihre Freundschaft litt. Er verließ die Wohngemeinschaft mit Breton, zog mit Triolet 1929 zusammen und verkehrte in den folgenden Jahren immer seltener unter den Surrealisten, was auch daran lag, dass Breton und Triolet ein schwieriges Verhältnis zueinander hatten. 1932 griff Aragon die Surrealisten in seinem Gedicht Rotfront gezielt an, woraufhin die Freundschaft zwischen Breton und Aragon endgültig zerbrach. Beide sahen einander niemals wieder. 1934 begann er einen Zyklus sozialistischer Romane, dessen ersten Band er Triolet widmet. Seit 1926 war er bereits Mitglied der Kommunistischen Partei Frankreichs. Während des Spanischen Bürgerkrieges stand er in Kontakt zur Allianz der antifaschistischen Intellektuellen.

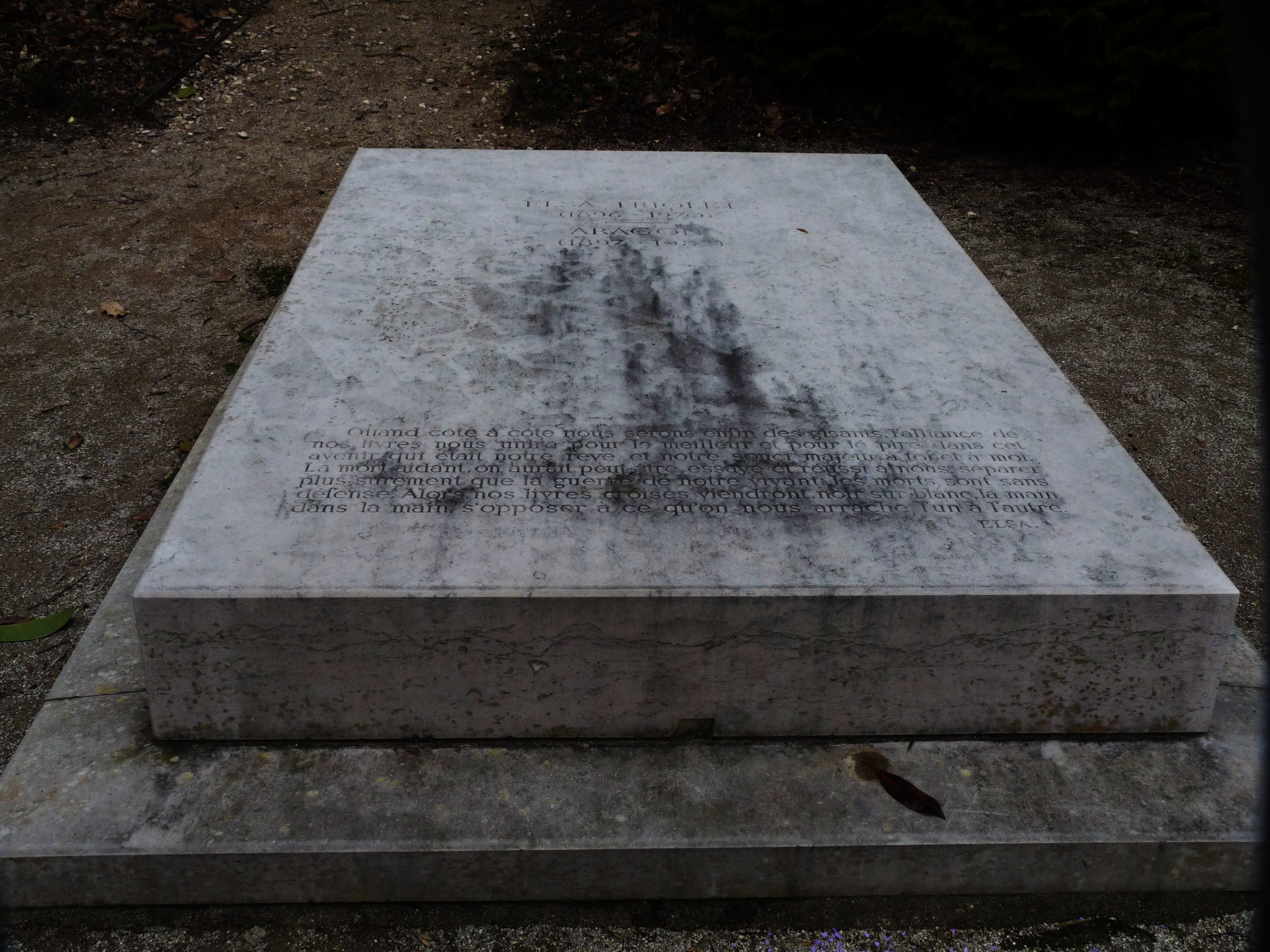
Grab von Elsa Triolet und Louis Aragon

Mit Ausbruch des Zweiten Weltkrieges wurde Aragon erneut als Hilfsarzt eingezogen und heiratete noch 1939 Triolet. Im Juni 1940 wurde er aus dem Dienst entlassen, woraufhin sie in die noch freie Zone im französischen Süden flüchteten. In Nizza ließen sie sich nieder und arbeiteten für die Résistance. Im Sommer 1942 wurde jedoch die gesamte Belegschaft des von Aragon mitbegründeten Résistance-Organs Les Lettres françaises festgenommen und erschossen. Das Paar lebte die letzten Jahre bis Kriegsende mit gefälschten Papieren in der Provence. Nach der Befreiung von Paris 1944 kehrten sie dorthin zurück.
Aragons literarische Auseinandersetzung mit dem europäischen Faschismus findet sich in seinem Artikel Ne rêvez plus qu'à l’Espagne vom November 1936 und in seinem surrealistischen Gedicht Der Flieder und die Rose (Les lilas et les roses), publiziert 1940 in der Sammlung Le Crève-cœur. Bemerkenswert an diesem Gedicht, das am mittelalterlich-religiösen Symbol der zwei Blumen die Zusammenarbeit von Gaullisten und Kommunisten in der Résistance preist, ist die Tatsache, dass Général de Gaulle dieses Gedicht beim Einzug der französischen Befreier 1944 in Paris, bei dem er an der Spitze seiner Truppen marschierte, auswendig laut deklamierte und „vor sich her trug wie eine Trikolore“, wie Fritz J. Raddatz berichtet.
Von Aragon stammt der berühmte Ausspruch La femme est l’avenir de l’homme („Die Frau ist die Zukunft des Menschen“).
Sein Interesse an russischer Kultur bestand weiter, und als er 1958 die Kurzgeschichte Dshamilja des kirgisischen Schriftstellers Tschingis Aitmatow in einem russischen Literaturmagazin las, entschloss er sich, diese für ihn „schönste Liebesgeschichte der Welt“ ins Französische zu übersetzen.
1977 unterschrieb er wie etwa sechzig andere Intellektuelle auch einen Appell zur Entkriminalisierung der Pädophilie, der in den Zeitungen Libération und Le Monde erschien. Initiator des Appells war der pädophile Schriftsteller Gabriel Matzneff. 1972 wurde er als auswärtiges Ehrenmitglied in die American Academy of Arts and Letters gewählt.
Aragon starb an Heiligabend 1982 in Paris und ist wie seine Frau im Park ihres Hauses in Saint-Arnoult-en-Yvelines beerdigt; die ehemalige Mühle ist in Ralf Nestmeyers Französische Dichter und ihre Häuser ausführlich beschrieben.

## Verhältnis zum Kommunismus
Seit 1926 war Aragon Mitglied der Kommunistischen Partei Frankreichs. Unter dem Einfluss Elsa Triolets engagierte er sich immer mehr für die KPF. Seine Lebensgefährtin unterhielt enge Kontakte zur sowjetischen Geheimpolizei GPU. Ihre Schwester Lilja wurde sogar als GPU-Informantin geführt, deren Mann Ossip Brik, der spätere Schwager Aragons, arbeitete etatmäßig für die Geheimpolizei.
1931 veröffentlichte Aragon das Gedicht „Es lebe die GPU“ (Vive la Guépéou), er forderte für die KPF auch den Aufbau einer kommunistischen Geheimpolizei nach dem Vorbild der GPU. Er verteidigte die Verfolgung politischer Gegner als „notwendige Grausamkeit“.
1935 gehörte er zu den Organisatoren des teilweise von Moskau finanzierten antifaschistischen „Kongresses der Schriftsteller zur Verteidigung der Kultur“ (Congrès international des écrivains pour la défense de la culture) in Paris. Er gehörte neben Henri Barbusse und dem sowjetischen Publizisten Michail Kolzow zu der Gruppe stalinistischer Schriftsteller, die in den Kulissen des Kongresses für die Einhaltung der Parteilinie kämpften. Sie stellten sich damit gegen eine Gruppe von bekennenden Sympathisanten des Kommunismus um André Gide, André Malraux und Ilja Ehrenburg, die eine große parteiübergreifende Bewegung gegen den Faschismus aufbauen wollten.
Mehrere Wochen lang engagierte sich Aragon 1936 im Spanischen Bürgerkrieg als Mitglied einer stalinistischen Propagandaeinheit. In der französischen Parteizeitung L’Humanité verteidigte er die Durchsetzung der Parteilinie gegen andere linksorientierte Gruppierungen. Gemeinsam mit Elsa Triolet trug er dafür Sorge, dass die Werke Stalins in französischer Übersetzung in Frankreich Verbreitung fanden.
Nach dem Zweiten Weltkrieg engagierte sich Aragon in der von Moskau gesteuerten Weltfriedensbewegung. 1949 unterstützte er die Zeitschrift Les Lettres françaises in einem Zivilprozess, den Wiktor Krawtschenko angestrengt hatte. Krawtschenko hatte als sowjetischer Diplomat 1944 in Washington politisches Asyl erhalten. In seinem Aufsehen erregenden Buch „Ich wählte die Freiheit“ (Zürich 1947) hatte er den Alltagsterror in der Sowjetunion unter Stalin beschrieben. Aragon und andere kommunistische Publizisten bezichtigten daraufhin Krawtschenko der Lüge und Propaganda für die US-Geheimdienste.
Ebenfalls 1949 begann Aragon seinen Romanzyklus „Les communistes“ in sechs (von etwa zwölf geplanten) Bänden, der Frankreich in der Zeit von Februar 1939 bis zur Niederlage 1940 (geplant war: bis 1945) beschreibt. Auf Vorschlag des stalinistischen Parteiführers Maurice Thorez wurde er 1950 in das Zentralkomitee der französischen KP gewählt. 1956 wies er die Geheimrede Chruschtschows auf dem XX. Parteitag der KPdSU, in der dieser Verbrechen Stalins angeprangert hatte, energisch zurück und verteidigte das System Stalins.
Doch im selben Jahr bekam seine Linientreue erste Risse: Er verteidigte in einem Artikel für die Lettres françaises Ehrenburg gegen Angriffe aus der Kulturabteilung des ZK in Moskau, woraufhin diese Ausgabe der Zeitschrift in der Sowjetunion nicht ausgeliefert werden durfte. 1966 kritisierte Aragon den Leningrader Prozess gegen die Dissidenten Juli Daniel und Andrei Sinjawski. 1968 verurteilte er die Niederschlagung des Prager Frühlings durch Truppen des Warschauer Paktes. Nachdem die sowjetische Trophäenkommission im Krieg zahlreiche Werke der Dresdner Gemäldegalerie nach Russland verschleppt hatte, feierte der Semperbau am 3. Juni 1956 seine Wiedereröffnung, anlässlich derer Aragon zusammen mit Jean Cocteau seine Entretiens sur le Musée de Dresde (Paris 1957) führte.
Doch blieb Aragon bis zu seinem Tod Mitglied des Zentralkomitees der KPF.

## Werke (Auswahl)
- Le paysan de Paris. Éditions Gallimard, Paris 1926.
  - Pariser Landleben. Aus dem Französischen von Rudolf Wittkopf. Rogner & Bernhard, München 1969.
  - Der Pariser Bauer. Aus dem Französischen von Lydia Babilas. Bibliothek Suhrkamp, Frankfurt 1996, ISBN 3-518-22213-9
- Der Flieder und die Rosen. Übers. Ernst Waldinger, in: Die Fähre 1, 1946, S. 550 (Zs. der gleichnamigen Künstlervereinigung, Halle)
  - Der Flieder und die Rosen. Übers. Friedhelm Kemp, in

1. Aragon: Zu lieben bis Vernunft verbrennt. Hg. Marianne Dreifuß. Volk und Welt, Berlin 1968, S. 30–33
2. Kontinente. Lyrik unseres Jahrhunderts. Hg. Walter Lewerenz, Wolfgang Sellin. Neues Leben, Berlin 1962, S. 166f.
3. Frankreich meines Herzens. Die Résistance in Gedicht und Essay. Hg. Irene Selle. Philipp Reclam, Leipzig 1987, S. 12f.

- Der Flieder und die Rosen. Übers. Rolf Schneider. In: Tränen und Rosen. Krieg und Frieden in Gedichten aus 5 Jahrtausenden. Hg. Achim Roscher. Verlag der Nation, Berlin 1965, S. 407

- Le monde réel. (Die wirkliche Welt). Romanzyklus in fünf Teilen.
  - Teil 1: Les cloches de Bâle. 1934.
Deutsch: Die Glocken von Basel. JHW Dietz Nachf. GmbH, Berlin 1946. Übers. Alfred Kurella.
  - Teil 2: Les Beaux Quartiers. 1936.
Deutsch: Die Viertel der Reichen. Volk & Welt, Berlin 1952. Übers. Stephan Hermlin.
  - Teil 3: Les Voyageurs de l'impériale. 1942.
Deutsch: Die Reisenden der Oberklasse. Volk & Welt, Berlin 1952. Übers. Hans Mayer.
  - Teil 4: Aurélien. 1944.
Deutsch: Aurélien. Volk & Welt, Berlin 1952. Übers. Karl Heinrich.
  - Teil 5: Les communistes. 1949–1951, überarbeitet 1966–1967.
Deutsch: Die Kommunisten. Dietz, Berlin 1953–1961. Übers. Henryk Keisch bzw. Eduard Zak. (6 Bände.)
- Les Yeux d’Elsa, 1942
- La Semaine Sainte, 1958 (deutsch: Die Karwoche, 1961). Übers. Hans Mayer
- Le Con d’Irène, 1927 – ein Fragment aus La Défense de l’infini (unter seinem Pseudonym Albert de Routisie), mit 150 Radierungen von André Masson.
  - Deutsch: Irene. Propyläen, Frankfurt 1969[17]
- Henri Matisse. Roman, Zwei Bände, aus dem Französischen von Eugen Helmlé. Belser, Stuttgart 1974, ISBN 3-7630-1575-2 (frz. Originalausgabe Gallimard, Paris 1971)
- Projekt einer zeitgenössischen Literaturgeschichte, Essays; Einführung und Anmerkungen von Marc Dachy, aus dem Französischen von Lydia Babilas. Edition text + kritik, München 2010, ISBN 978-3-86916-098-6
- Spiegelbilder. Verlag Volk und Welt, Berlin 1968
- Theaterroman. Volk und Welt, 1978
- Das Wahr-Lügen. Volk und Welt, 1987
- Blanche oder das Vergessen. Volk und Welt, 1972

## Ausstellung
- 2010: Aragon et l’art moderne, in: Musée de la Poste in Zusammenarbeit mit der École nationale supérieure des beaux-arts de Paris; es gibt einen Katalog

## Film
- „Die lange Rede, die ich bin. Der Dichter Louis Aragon“, ein Film von Vera Botterbusch, 45 Min. BR 198
- „Mon sombre amour. Die lyrische Welt Louis Aragons in der Musik“, eine Sendung von Vera Botterbusch, 55 Min. BR-Klassik 2010